# ديكون فان بيرن
ديكون فـان بيرن (بالإنجليزية: Deacon Van Buren)‏ هو لاعب كرة قاعدة أمريكي، ولد في 14 ديسمبر 1870 في مقاطعة لاسال في الولايات المتحدة، وتوفي في 29 يونيو 1957 في بورتلاند في الولايات المتحدة.

## وصلات خارجية
- ديكون فـان بيرن على موقعبيزبول رفرنس.كوم (الدوري الرئيسي) (الإنجليزية)
- ديكون فـان بيرن على موقعبيزبول رفرنس.كوم (الدوري الثانوي) (الإنجليزية)